# 子連れ狼 冥府魔道
『子連れ狼 冥府魔道』（こづれおおかみ めいふまどう）は、1973年8月に公開された日本映画。勝プロダクション製作、若山富三郎主演の映画版『子連れ狼』の第5作。

## スタッフ
- 製作：若山富三郎、真田正典
- 原作：小池一雄、小島剛夕
- 脚本：小池一雄、中村努
- 監督：三隅研次
- 助監督：南野梅雄
- 撮影：森田富士郎
- 音楽：桜井英顕
- 美術：下石坂成典
- 録音：林土太郎
- 照明：美間博
- 編集：谷口登司夫

## 出演者
- 拝一刀：若山富三郎
- 不知火：安田道代
- 拝大五郎：富川晶宏
- 小石勘兵衛：山城新伍
- 早変りのお葉：佐藤友美
- 心の字洗蔵：山内明
- 慈海和尚：大滝秀治
- 作手惣左衛門：須賀不二男
- ナレーター：内藤武敏
- 綾部右近：戸浦六宏
- 最上周助：石山律
- 黒田斉隆：加藤嘉
- 菊池弥門：天津敏
- ほくろの留吉：潮健児
- 堂川三郎兵衛：守田学哉
- 村尾小弥太：田中浩
- 堤六郎次郎：藤山浩二
- 小田部通麿
- お妙の方：隅田和世
- 出淵庄兵衛：佐藤京一
- 秋山勝俊
- 泉数馬：志賀勝
- 原田力
- 小中松治郎
- 吉田晴一
- 宍戸大全
- 伊吹新吾
- 岩田正
- 乃木年雄
- 城義光
- きくち英一
- 西川ヒノデ
- 久保政行
- 丸尾好弘
- 中村豊
- 高石郁子
- 脇田将監：岡田英次
- 柳生烈堂：大木実